# Битва при Тордесильясе (1812)
В битве при Тордесильясе (или битва при Вилла Мюриэль, или битва при Паленсии) между 25 и 29 октября 1812 года французская армия во главе с Жозефом Суамом отбросила англо-португальско-испанскую армию под командованием Артура Уэлсли, маркиза Веллингтона. После неудачной осады Бургоса армия союзников из 35 тыс. человек отступила на запад, преследуемая армией Суама в 53 тыс. человек. 23 октября французская кавалерия напала на арьергард союзников в безрезультатном сражении под Венто-дель-Посо. Союзники отступили за реки Писуэрга и Каррион и заняли оборонительную позицию.
Начиная с 25-го произошли столкновения в Паленсии и Вильямурьель-де-Серрато, когда Суам попытался опрокинуть северный фланг союзников. Затем Веллингтон сделал неожиданный ход, заставив Суама взять паузу на два дня. Патовая ситуация была преодолена 29 октября, когда группа французских солдат переправилась через реку Дуэро в Тордесильясе, плывя нагими и толкая перед собой плот с оружием. Добравшись до дальнего берега, они вооружились и разбили чёрных брауншвейгцов, защищавших ключевой мост. Неповреждённый мост оказался в руках французов, и Веллингтон был вынужден продолжить отступление к Португалии.
Тем временем подчинённый Веллингтона Роланд Хилл покинул Мадрид. 8 ноября два британских командира объединили свои армии под Альба-де-Тормес. К этому времени объединённые французские армии возглавлял Никола Сульт. Хотя 80 тыс. французов встретились с 65 тыс. союзников на старом поле битвы в Саламанке, ни один из командиров не стал атаковать; Веллингтон начал отступление. Оно прошло в ужасных условиях; сотни солдат были схвачены или умерли от голода и холода, пока армия союзников не добралась до зимних квартир. Описываемые события произошли во время Пиренейской войны, которая была частью наполеоновских войн.

## Предыстория
22 июля 1812 года генерал Артур Уэлсли, маркиз Веллингтон, одержал великую победу над армией Португалии маршала Огюста Мармона в битве при Саламанке. Мармон был тяжело ранен, два его командира дивизий были убиты, а его армия потеряла 10 тыс. убитых и раненых. Кроме того, были захвачены 4 тыс. солдат, 20 пушек, два орла и шесть знамён. Союзники потеряли 4762 человека. Король Жозеф Бонапарт оставил Мадрид, и 13 августа его форты сдались союзникам. Одним из главных последствий Саламанки было то, что 25 августа 1812 года маршал Никола Сульт снял двухгодичную осаду Кадиса и покинул провинцию Андалусия.

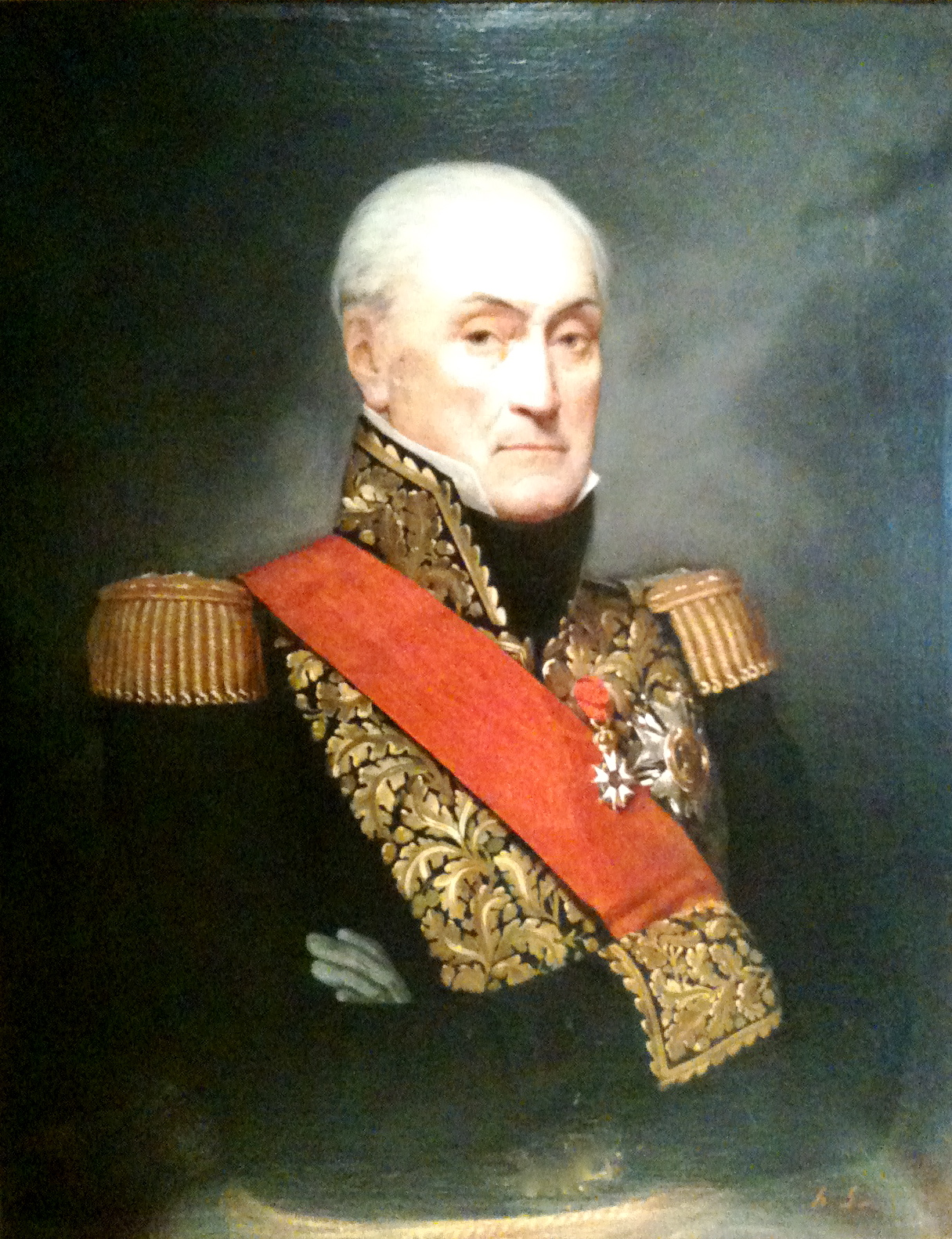
Генерал Джозеф Суам

В надежде закрепить летний успех, 19 сентября 1812 года Веллингтон начал осаду Бургоса. Гарнизон Бургоса в 2 тыс. человек возглавлял бригадный генерал Жан-Луи Дюбретон, который проводил весьма умелую и агрессивную оборону. Во время этой безрезультатной осады союзники потеряли 2100 человек, прежде чем отступить 21 октября. Пока Веллингтон пытался захватить Бургос, французы быстро оправились от поражения. Чтобы противостоять союзной армии в 35 тыс. человек, дивизионный генерал Жозеф Суам собрал на севере Испании 53 тыс. человек. В эту группировку входили 41 тыс. человек из восстановленной Португальской армии, 6500 пехотинцев и 2300 кавалеристов из Армии Севера, а также бригада в 3400 человек из Байонны. На юге Сульт и Жозеф с 61 тыс. солдат и 84 орудиями начали наступление на Мадрид. Чтобы противостоять им, у генерал-лейтенанта Роланда Хилла было 31 тыс. англичан и португальцев и 12 тыс. испанцев. Войско Веллингтона включало в себя 24 тыс. англичан и португальцев и 12 тыс. испанцев под командованием генерала Хосе Мария Сантосильдеса.
Веллингтону удалось незаметно уйти от Суама, и французский генерал не знал об отступлении союзников до позднего вечера 22 октября. Суам немедленно отправил в погоню почти 6 тыс. кавалеристов. 23-го числа основная часть союзников переправилась через реку Писуэрга в Торквемаде и рассредоточилась для защиты западного берега. В тот же день французская кавалерия сражалась с арьергардом Веллингтона в окончившейся ничьей битве при Венто-дель-Посо. Союзники потеряли в ней 230 человек, в то время как французы потеряли около 200 человек.

## Битва

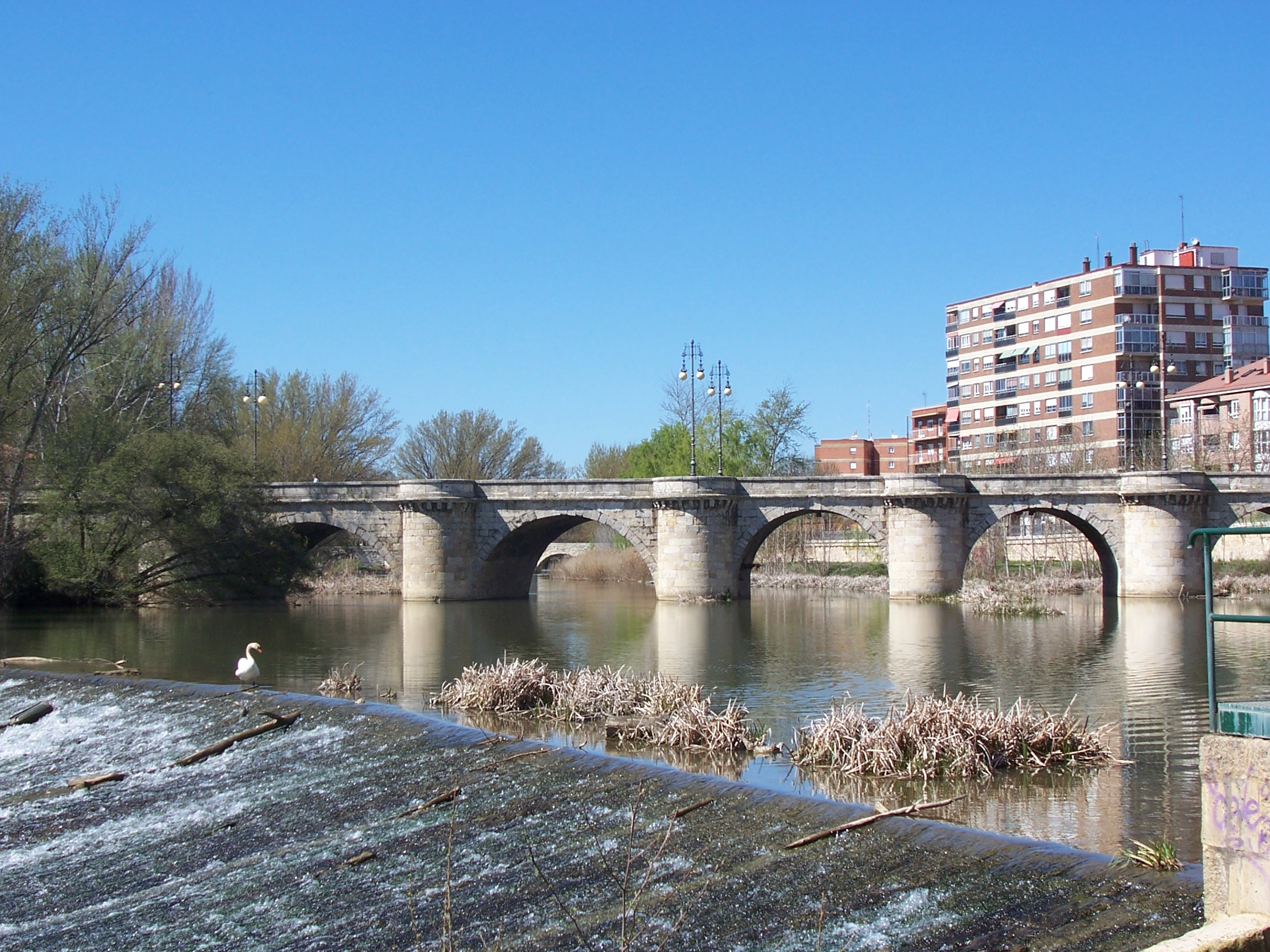
Каменный мост в Паленсии

25 октября Суам начал наступление на центральный и левый фланги Веллингтона, которые были расположены вдоль рек Писуэрга и Каррион; правый фланг располагался в Вальядолиде. Атака французов на центр была отбита 5-й дивизией, но на левом фланге испанская дивизия была изгнана из Паленсии на восточном берегу Карриона. Испанцев преследовали настолько плотно, что французы пересекли мост Каррион, прежде чем отступающим удалось его взорвать, и дивизия генерала Максимильена Себастьена Фуа получила плацдарм на другой стороне реки. Дивизионный генерал Антуан Луи Попон де Мокюн перешёл через Каррион южнее в Вильямуриэль-де-Серрато. Так как удары Фуа и Мокюна угрожали отрезать часть его армии, Веллингтон отправил четыре бригады, чтобы отбросить Мокюна обратно. После тяжёлого боя французы были изгнаны из Вильямуриэль. В ходе этих операций французы нанесли союзникам урон в 800 человек, в то время как сами потеряли всего 350 человек. После того, как его оборонительные позиции на реке были окружены Фуа, Веллингтон сделал великолепный ход, переправившись ночью на восточный берег Писуэрги. Таким образом, 23-го он удерживал западный берег Писуэрги, а 25-го защищал восточный берег. Разместив свой левый (ранее правый) фланг в Вальядолиде и закрепившись правым флангом на притоке на 20 миль (32 км) выше по течению, командующий британской армией занял сильную оборонительную позицию. Озадаченный Суам приказал провести разведку, обдумывая ситуацию в течение двух дней, затем Фуа нанёс ещё один удар.
29 октября капитан Гингре переправил 54 солдата 6-го лёгкого пехотного полка через реку Дуэро в Тордесильясе. Солдаты разделись догола и в тишине переплыли реку, буксируя плот со своим оружием. Взяв мушкеты, они напали на охрану моста, которая состояла из половины роты чёрных брауншвейгцев. Застигнутые врасплох атакой с неожиданной стороны, брауншвейгцы бежали, позволив французам захватить мост и девять пленных без единой потери. Захват моста на запад подверг опасности оборонительную линию Веллингтона. Хотя ему удалось блокировать французский плацдарм, он был вынужден отдать приказ к отступлению.

## Отступление

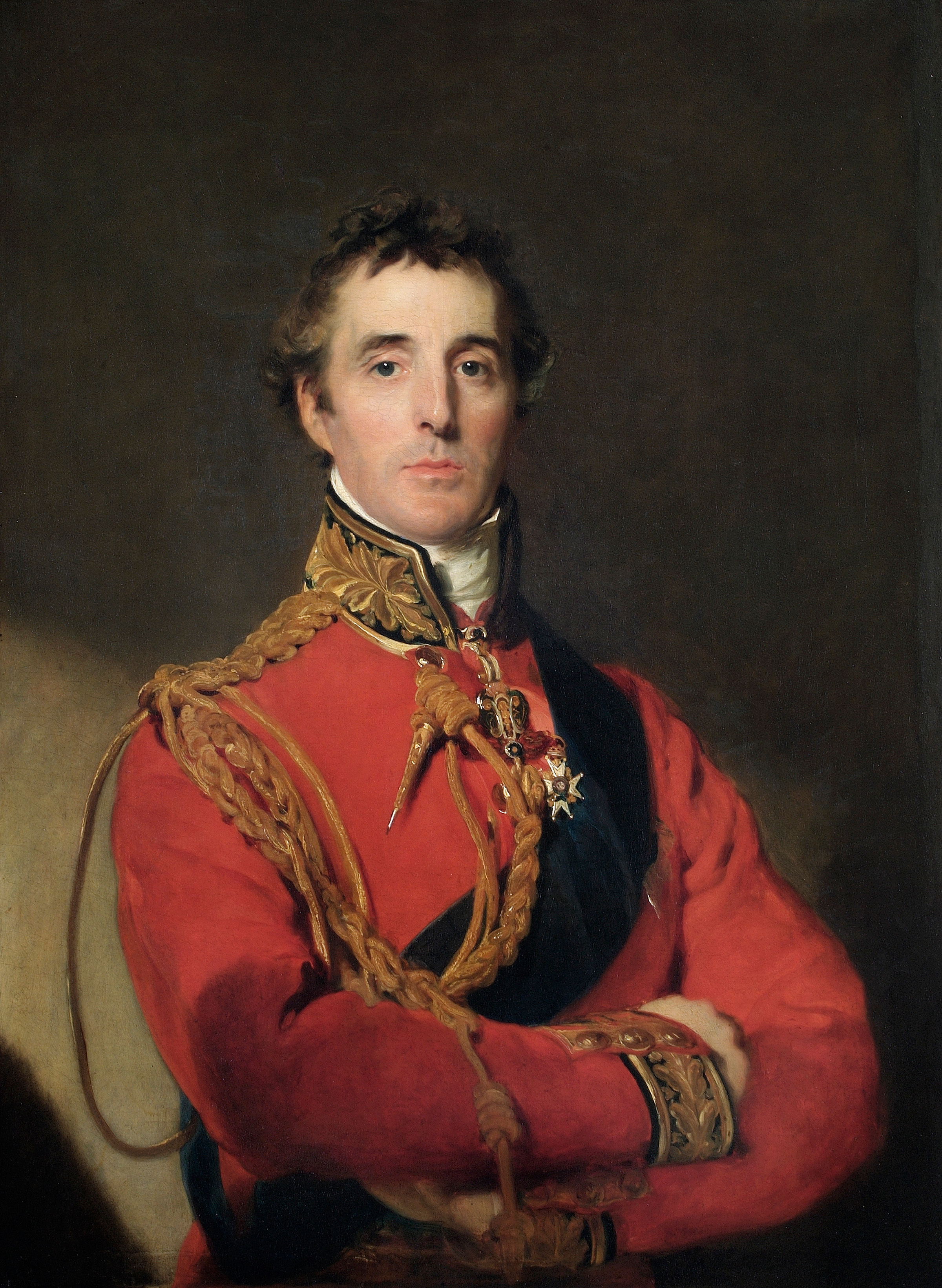
Артур Уэлсли, маркиз Веллингтон

Вскоре после этого преследование Суама ослабло, когда дивизионный генерал Мари Франсуа Огюст де Каффарелли дю Фальга забрал 12 тыс. военнослужащих из армии Севера и вернулся с ними на побережье Бискайского залива, чтобы справиться с новой вспышкой испанской партизанской войны. Следуя указаниям Веллингтона, 31 октября 1812 года Хилл покинул Мадрид. 30 октября 4-тысячный арьергард Хилла удерживал авангард Сульта на мосту Аранхуэс. Неделю спустя недалеко от Альба-де-Тормес он объединил свои силы с силами Веллингтона. Тем временем 8 ноября Суам присоединился к Сульту. 10 и 11 ноября между двумя армиями произошли стычки вдоль реки Тормес близ Альбы. Бригада бригадного генерала Кеннета Говарда из 2-й дивизии отбила атаки двенадцати рот вольтижёров (лёгкая пехота) и 45-го пехотного полка 5-й дивизии. Французы потеряли 158 человек, британцы 69, а португальцы 44. Ничего тут не добившись, армия Сульта пересекла Тормес южнее, и Веллингтон отступил.

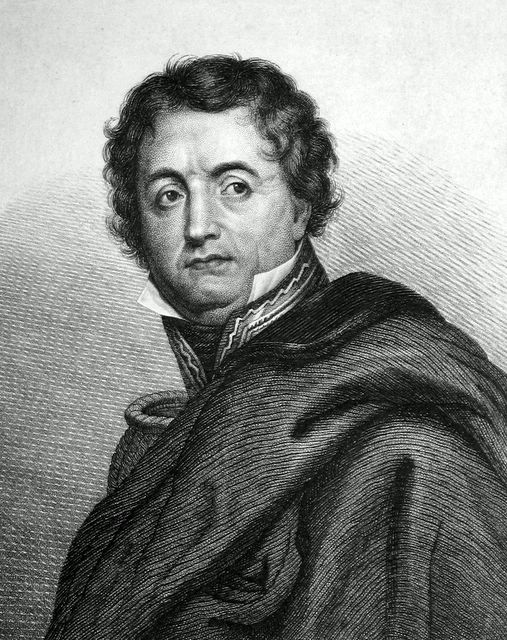
Маршал Никола Сульт

15 ноября 80 тыс. французских солдат встретились с 65 тыс. солдат союзников на старом поле битвы в Саламанке. К ярости французских солдат и офицеров, Сульт так и не приказал начать атаку. Вместо этого тем же днём Веллингтон продолжил отступление. Когда союзники двинулись в путь, начался сплошной дождь. Поскольку находящиеся на складах Саламанки припасы были в спешке упакованы и увезены, вся логистика Веллингтона полностью рухнула. К счастью для союзников, Жозеф запретил всем, кроме кавалерии, преследовать их. 16 ноября в Матилья-де-лос-Каньос-дель-Рио бригадный генерал Виктор Альтен (старший брат Карла фон Альтена) с 1300 солдатами столкнулся с французской кавалерией в 2000 человек, состоящей из 2-го гусарского, 5-го и 27-го шассёрских и 7-го лансьерского полков. У Альтена были 1-й и 2-й эскадрон гусаров Королевского германского легиона и 14-й эскадрон лёгких драгунов, а также две пушки и лёгкая рота 1-го батальона 28-го пехотного полка. Французы потеряли 50 человек (почти все из них были ранены и взяты в плен), в то время как команда Альтена потеряли 34 человека.
Уже будучи деморализованным самой необходимостью отступления, солдатам союзников вскоре пришлось начать питаться желудями, когда неопытный генерал-интендант Джеймс Уиллоуби Гордон направил обоз по не той дороге. 17 ноября Гордон отправил кавалерийский арьергард на фланг, и какое-то время отступающая пехота была полностью открыта для атак французской кавалерии. В этот день французские всадники взяли в плен заместителя Веллингтона Эдварда Пэджета. Страдающие от холода и голода пехотинцы продолжали идти по грязным дорогам.
Во время отступления три командира дивизии Веллингтона решили взять дело в свои руки. Генерал-лейтенант Уильям Стюарт и двое других отказались подчиняться прямому приказу командующего армией отступать по определённой дороге. К Стюарту присоединились генерал-лейтенант Джеймс Браун-Рамсей, лорд Дальхузи и (по разным источникам) либо генерал-майор Джон Освальд, либо генерал-лейтенант Генри Клинтон. Когда Веллингтон нашёл их утром, все три дивизии были в полном замешательстве. Позже командующего армией спросили, что он сказал в этой ситуации, и он ответил: «О, Боже, это всё было слишком серьёзно, чтобы что-то говорить». 16 ноября французская кавалерия захватила 600 отставших солдат, а на следующий день ещё больше.
19 ноября союзники добрались до своей базы в Сьюдад-Родриго. Две пятых солдат армии были либо больны, либо пропали без вести. Настроение рядовых не улучшилось после того, когда Веллингтон написал своим командирам дивизий и бригад весьма неприятное послание, и оно просочилось в прессу. В общей сложности 5 тыс. человек пропали без вести. Хотя некоторые из них были на пути во французские тюремные лагеря, большинство умерло от голода или переохлаждения.
Несмотря на то, что союзная армия, очевидно, потерпела поражение, в 1812 году было достигнуто многое. Французы были изгнаны из городов Сьюдад-Родриго, Бадахос, Севилья и Асторга, а также из провинций Андалусия, Эстремадура и Астурия.